# HeartBeat Records
Heartbeat Records és un segell discogràfic independent amb base en Burlington (originalment Cambridge), Massachusetts. El segell s'especialitza en música jamaicana.